# Aquabest
Aquabest is een commercieel geëxploiteerd recreatiegebied met recreatieplas en -park met zandstrand, waterskicentrum en familiepark in de Nederlandse gemeente Best (Noord-Brabant). Het is tevens een duiklocatie.
De plas is ontstaan als gevolg van zandwinning ten behoeve van de aanleg van de omringende autosnelwegen.
De nabijgelegen gemeentelijke plas, die openbaar toegankelijk is, ontstond door de activiteiten van een voormalige steenfabriek. 
Tussen 1996 en 2016 vond hier het muziekfestival Extrema Outdoor plaats. Dit festival verhuisde in 2017 naar Vakantiepark de Bergen in Wanroij. In 2019 vindt hier echter een nieuw muziekfestival plaats, Daydream. Ook vindt hier sinds 2022 het door Rob Kemps georganiseerde Total Loss-festival plaats en elk jaar het festival Lake Dance in het voorjaar en in de zomer. 